# Gentianopsis virgata
Gentianopsis virgata là một loài thực vật có hoa trong họ Long đởm. Loài này được (Raf.) Holub mô tả khoa học đầu tiên năm 1967.